# فرد آلدریچ
فرد آلدریچ (انگلیسی: Fred Aldrich؛ ‏ ۲۳ دسامبر ۱۹۰۴ – ۲۵ ژانویهٔ ۱۹۷۹) بازیگر اهل ایالات متحده آمریکا بود.
از فیلم‌ها یا برنامه‌های تلویزیونی که وی در آن نقش داشته‌است، می‌توان به دارای اسلحه - آماده سفر، دود اسلحه، تسخیرناپذیران، عاشقتم لوسی، دیکتاتور بزرگ، سانست بلوار، چه راهی برای رفتن!، خانه غریبه‌ها، دور دنیا در هشتاد روز، تلاش واپسین، مأموریت به مسکو، چهارراه هفتم، لاغرخان میره خونه، بتمن، گذرگاهی به سوی مارسی، رود بی‌بازگشت، واگن دسته موزیک، پت و مایک، فرانسیس به مسابقات می‌رود، ماه عسل پرماجرا، مجنون هیتلر، نامه‌ای برای ایوی، تگزاس، کیتی فویل، تصویر دوریان گری، کسی آن بالا مرا دوست دارد، آخرین مرد خشمگین، فاتح و لباس پاره‌پوره اشاره کرد.